# Ana Rodrigues
Pour les articles homonymes, voir Rodrigues (homonymie).
Ana Rodrigues est une chercheuse en écologie spécialiste de la macroécologie et de la conservation de la biodiversité. Elle est chargée de recherche CNRS au Centre d'écologie fonctionnelle et évolutive de Montpellier.

## Biographie
D'origine portugaise, elle est naturalisée française et enseigne à l'université de Montpellier.

## Recherches
Directrice de recherche au CNRS spécialisée dans la conservation de la biodiversité, son travail porte entre autres sur les aires protégées . 

## Récompenses et distinctions
- 2009: Marsh Award for Conservation Biology[5] ;
- 2013: Médaille de bronze du CNRS [6] ;
- 2022: Médaille d'argent du CNRS[7].